# Ustniczek cętkowany

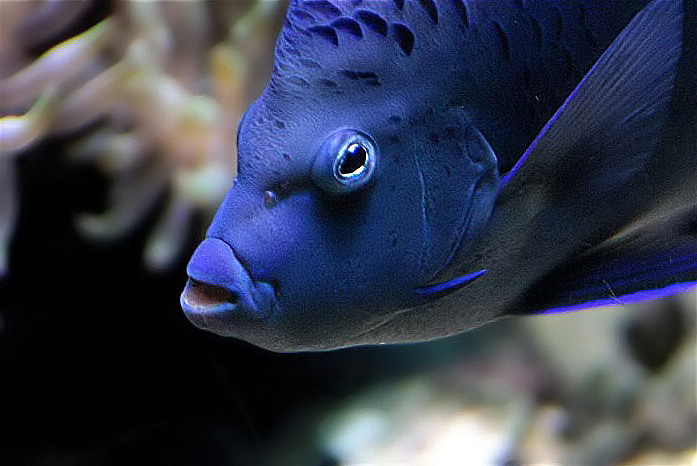

Ustniczek cętkowany (Pomacanthus maculosus) – gatunek morskiej ryby okoniokształtnej z rodziny pomakantowatych. Bywa hodowana w akwariach morskich.

## Zasięg występowania
Rafy koralowe na głębokościach od 4 do 50 metrów, Morze Czerwone i Zatoka Perska.

## Charakterystyka
Ciało wysokie, silnie bocznie spłaszczone, niebieskie, z żółtą plamą w kształcie półksiężyca pomiędzy nasadą płetwy grzbietowej i odbytowej. Ogon jasny. Osiągają do 50 cm długości. Zamieszkują płytkie laguny i skraje raf koralowych. Najczęściej spotykane pojedynczo lub parami . Żywią się głównie gąbkami, żachwami i glonami.